# Hontanx
Hontanx [ɔ̃tɑ̃ks] est une commune du Sud-Ouest de la France, située dans le département des Landes (région Nouvelle-Aquitaine).

## Géographie

### Localisation
Hontanx est une commune du Bas-Armagnac. Elle est limitrophe du département du Gers.

### Communes limitrophes
Les communes limitrophes sont  Bourdalat, Castandet, Cazères-sur-l'Adour, Le Houga, Le Vignau, Lussagnet, Perquie et Saint-Gein.
| Saint-Gein          | Perquie              |                 |
| Castandet           | Hontanx              | Bourdalat       |
| Cazères-sur-l'Adour | Le Vignau, Lussagnet | Le Houga (Gers) |

### Hydrographie
Le ruisseau de Lusson, affluent gauche de la Midouze dans le bassin versant de l'Adour, prend sa source sur la commune.

### Climat
Pour des articles plus généraux, voir Climat de la Nouvelle-Aquitaine et Climat des Landes.
Historiquement, la commune est exposée à un climat océanique aquitain.  
En 2020, Météo-France publie une typologie des climats de la France métropolitaine dans laquelle la commune est exposée à un climat océanique et est dans la région climatique  Aquitaine, Gascogne, caractérisée par une pluviométrie abondante au printemps, modérée en automne, un faible ensoleillement au printemps, un été chaud (19,5 °C), des vents faibles, des brouillards fréquents en automne et en hiver et des orages fréquents en été (15 à 20 jours).
Pour la période 1971-2000, la température annuelle moyenne est de 13 °C, avec une amplitude thermique annuelle de 14,4 °C. Le cumul annuel moyen de précipitations est de 996 mm, avec 11,4 jours de précipitations en janvier et 7,4 jours en juillet. Pour la période 1991-2020, la température moyenne annuelle observée sur la station météorologique la plus proche, située sur la commune de Grenade-sur-l'Adour à 14 km à vol d'oiseau, est de 14,1 °C et le cumul annuel moyen de précipitations est de 1 009,5 mm,. Pour l'avenir, les paramètres climatiques de la commune estimés pour 2050 selon différents scénarios d’émission de gaz à effet de serre sont consultables sur un site dédié publié par Météo-France en novembre 2022.

## Urbanisme

### Typologie
Au 1er janvier 2024, Hontanx est catégorisée commune rurale à habitat très dispersé, selon la nouvelle grille communale de densité à sept niveaux définie par l'Insee en 2022.
Elle est située hors unité urbaine. Par ailleurs la commune fait partie de l'aire d'attraction de Mont-de-Marsan, dont elle est une commune de la couronne,. Cette aire, qui regroupe 101 communes, est catégorisée dans les aires de 50 000 à moins de 200 000 habitants,.

### Occupation des sols

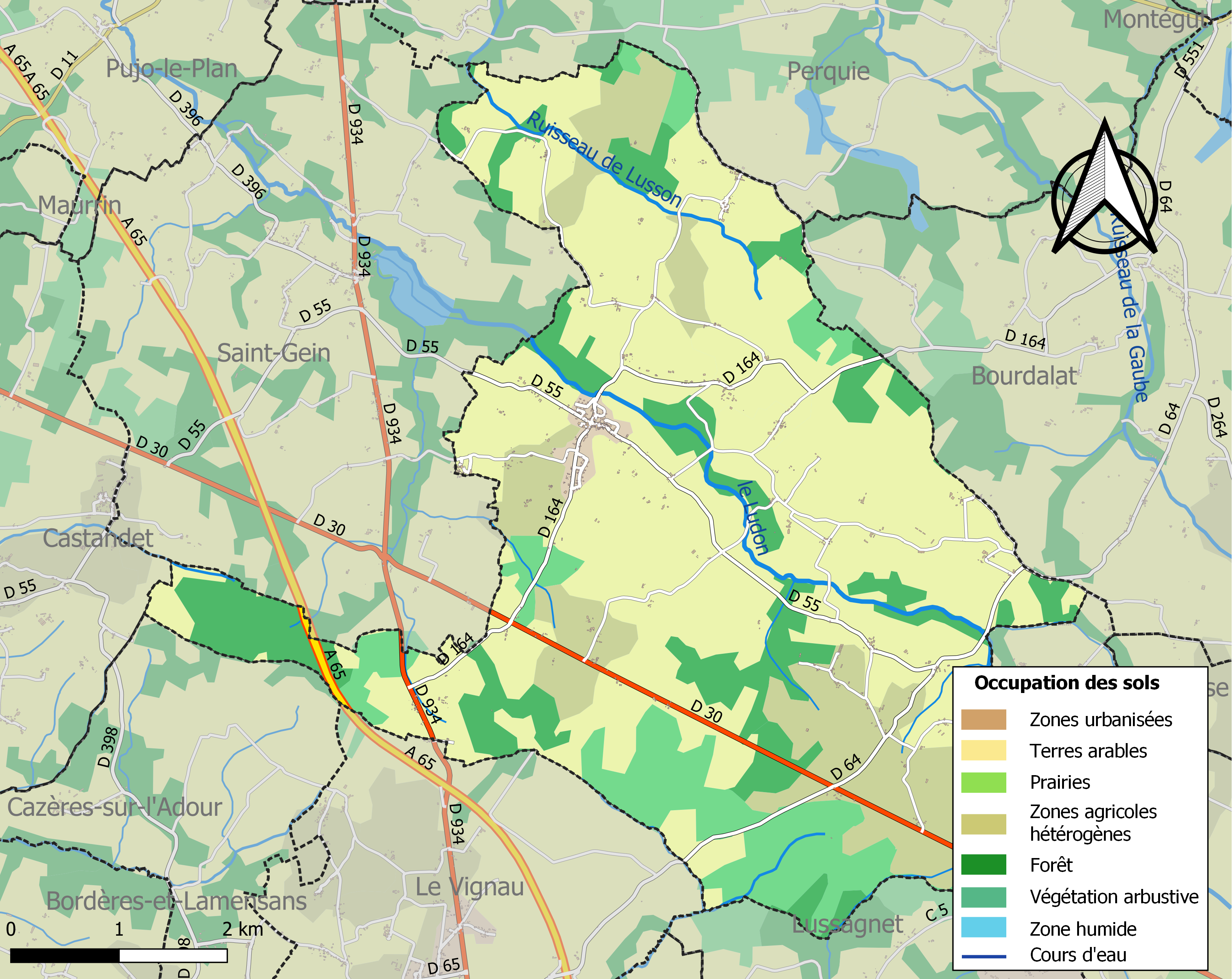
Carte des infrastructures et de l'occupation des sols de la commune en 2018 (CLC).

L'occupation des sols de la commune, telle qu'elle ressort de la base de données européenne d’occupation biophysique des sols Corine Land Cover (CLC), est marquée par l'importance des territoires agricoles (73,6 % en 2018), en diminution par rapport à 1990 (74,4 %). La répartition détaillée en 2018 est la suivante : terres arables (55,8 %), zones agricoles hétérogènes (15,8 %), forêts (15,3 %), milieux à végétation arbustive et/ou herbacée (10,1 %), cultures permanentes (2 %), zones urbanisées (1 %). L'évolution de l’occupation des sols de la commune et de ses infrastructures peut être observée sur les différentes représentations cartographiques du territoire : la carte de Cassini (XVIIIe siècle), la carte d'état-major (1820-1866) et les cartes ou photos aériennes de l'IGN pour la période actuelle (1950 à aujourd'hui).

### Risques majeurs
Le territoire de la commune d'Hontanx est vulnérable à différents aléas naturels : météorologiques (tempête, orage, neige, grand froid, canicule ou sécheresse), feux de forêts, mouvements de terrains et séisme (sismicité faible). Il est également exposé à un risque technologique, le transport de matières dangereuses. Un site publié par le BRGM permet d'évaluer simplement et rapidement les risques d'un bien localisé soit par son adresse soit par le numéro de sa parcelle.

#### Risques naturels
Hontanx est exposée au risque de feu de forêt. Depuis le 20 avril 2016, les départements de la Gironde, des Landes et de Lot-et-Garonne disposent d’un règlement interdépartemental de protection de la forêt contre les incendies. Ce règlement vise à mieux prévenir les incendies de forêt, à faciliter les interventions des services et à limiter les conséquences, que ce soit par le débroussaillement, la limitation de l’apport du feu ou la réglementation des activités en forêt. Il définit en particulier cinq niveaux de vigilance croissants auxquels sont associés différentes mesures,.
Les mouvements de terrains susceptibles de se produire sur la commune sont des tassements différentiels.

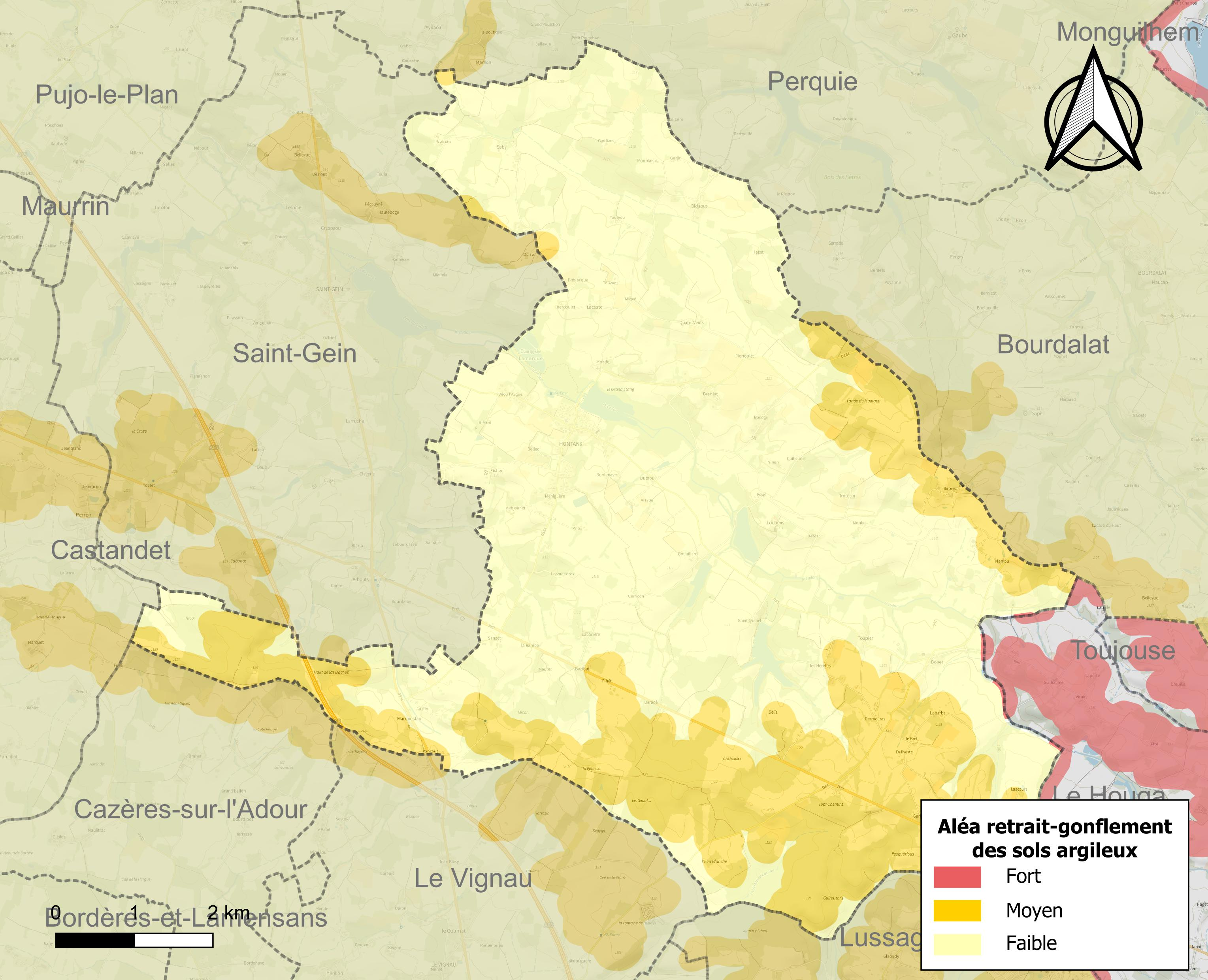
Carte des zones d'aléa retrait-gonflement des sols argileux d'Hontanx.

Le retrait-gonflement des sols argileux est susceptible d'engendrer des dommages importants aux bâtiments en cas d’alternance de périodes de sécheresse et de pluie. 29,4 % de la superficie communale est en aléa moyen ou fort (19,2 % au niveau départemental et 48,5 % au niveau national). Sur les 310 bâtiments dénombrés sur la commune en 2019, 54 sont en aléa moyen ou fort, soit 17 %, à comparer aux 17 % au niveau départemental et 54 % au niveau national. Une cartographie de l'exposition du territoire national au retrait gonflement des sols argileux est disponible sur le site du BRGM,.
La commune a été reconnue en état de catastrophe naturelle au titre des dommages causés par les inondations et coulées de boue survenues en 1999 et 2009, par la sécheresse en 1989 et 2011 et par des mouvements de terrain en 1999.

#### Risques technologiques
Le risque de transport de matières dangereuses sur la commune est lié à sa traversée par une ou des infrastructures routières ou ferroviaires importantes ou la présence d'une canalisation de transport d'hydrocarbures. Un accident se produisant sur de telles infrastructures est susceptible d’avoir des effets graves sur les biens, les personnes ou l'environnement, selon la nature du matériau transporté. Des dispositions d’urbanisme peuvent être préconisées en conséquence.

## Toponymie
Le nom de Hontanx - de Fontanis, de Fontanellis - évoque les fontaines, nombreuses dans les environs (Hont signifie indifféremment « fontaine » et « source » en gascon).

## Histoire
Le nom de Hontanx apparaît pour la première fois dans un texte de 1108, dans lequel un certain Bonellus « de Fontanellis » est mentionné comme témoin d'une donation consentie par le vicomte Pierre de Marsan, dont dépendait le lieu.
Du fait de sa situation et de sa configuration, Hontanx a sans doute été très tôt fortifié. En 1279, son castrum et sa motte castrale sont mentionnés parmi les possessions pour lesquelles le seigneur d'Estang fait hommage à Gaston VII, vicomte de Béarn, et à sa fille Constance de Moncade, vicomtesse de Marsan. Cette dernière perçoit sans doute très tôt l'intérêt de cet ensemble puisque, dès 1298, se trouvant entraînée dans un conflit avec les vicomtes d'Armagnac, elle acquiert le lieu et y édifie une maison forte, le château d'Aon, dont les éléments ont subsisté jusqu'à nos jours. Hontanx devient ainsi un castelnau, appellation gasconne d'une ville neuve construite autour de son château.
Au siècle suivant, une bastide est créée sur le site, par un paréage établi le 25 janvier 1331 « entre le seigneur comte de Foix et de Marsan et seigneur de Béarn, d'une part, et noble Fortaner de Lescun, seigneur de Fontans et autres places, d'autre ». Cette bastide prend la forme d'un village-rue, protégé par des fossés et par une porte fortifiée.
La mention du moulin du grand étang de Hontanx apparaît pour la première fois dans ce contrat de paréage, où Fortaner de Lescun s'engage à faire bâtir un moulin, en contrepartie d'un droit de banalité, la « pougnère ». En 1397, le moulin n'est toujours pas bâti, sans doute en raison de la guerre de Cent Ans. Les travaux sont terminés en 1566, comme l'atteste un contrat pour l'entretien de la digue et du pont des Nasses entre Jean Dahons (écuyer, baron et seigneur de Lussagnet et de Hontanx) et les habitants.
Compte tenu du faible débit des cours d'eau dans les Landes, le moulin est obligatoirement lié à la construction d'un étang. En 1850, Hontanx compte trois étangs, donc trois moulins : le moulin du grand étang, l'étang et le moulin de Loubens, l'étang de Lamarque et le moulin de Houn. C'est celui-ci qui fonctionnera en dernier, jusque dans les années 1930. Le département des Landes comptera quant à lui jusqu'à 700 moulins en 1850.

## Politique et administration
| Période                                  | Période  | Identité          | Étiquette | Qualité                     |
| ---------------------------------------- | -------- | ----------------- | --------- | --------------------------- |
| 1922                                     | 1935     | Antoine Dubon     | PRS       | Député                      |
| Les données manquantes sont à compléter. |          |                   |           |                             |
| mars 1989                                | mai 2020 | Jacques Doussang  | PCF       | Artisan mécanicien retraité |
| mai 2020                                 | En cours | Jean-Louis Dejean |           |                             |

## Démographie
| 1793 | 1800 | 1806  | 1821  | 1831  | 1836  | 1841  | 1846  | 1851  |
| ---- | ---- | ----- | ----- | ----- | ----- | ----- | ----- | ----- |
| 900  | 952  | 1 261 | 1 136 | 1 198 | 1 197 | 1 231 | 1 306 | 1 291 |

| 1856  | 1861  | 1866  | 1872  | 1876  | 1881  | 1886  | 1891  | 1896  |
| ----- | ----- | ----- | ----- | ----- | ----- | ----- | ----- | ----- |
| 1 385 | 1 432 | 1 342 | 1 328 | 1 275 | 1 237 | 1 208 | 1 092 | 1 130 |

| 1901  | 1906 | 1911 | 1921 | 1926 | 1931 | 1936 | 1946 | 1954 |
| ----- | ---- | ---- | ---- | ---- | ---- | ---- | ---- | ---- |
| 1 061 | 989  | 904  | 770  | 779  | 750  | 755  | 736  | 709  |

| 1962 | 1968 | 1975 | 1982 | 1990 | 1999 | 2006 | 2011 | 2016 |
| ---- | ---- | ---- | ---- | ---- | ---- | ---- | ---- | ---- |
| 643  | 582  | 501  | 504  | 513  | 533  | 556  | 542  | 595  |

| 2021 | 2022 | - | - | - | - | - | - | - |
| ---- | ---- | - | - | - | - | - | - | - |
| 613  | 611  | - | - | - | - | - | - | - |

## Économie
Production d'Armagnac, de floc de Gascogne et de foie-gras. Le territoire de la commune de Hontanx se situe dans les périmètres suivants :
- AOC : armagnac, armagnac-Ténarèze, Bas Armagnac, Blanche Armagnac, Haut Armagnac
- AOC - AOP : floc de Gascogne (blanc, rosé)
- IGP : asperges des sables des Landes, bœuf de Bazas, canard à foie gras du Sud-Ouest, comté Tolosan (blanc, rosé, rouge), côtes de Gascogne (blanc, rosé, rouge), jambon de Bayonne (zone de production des porcs), kiwi de l'Adour, Landes (blanc, rosé, rouge), Terroirs landais (blanc, rosé, rouge), volailles de Gascogne, volailles des Landes, volailles du Gers[31]

## Lieux et monuments
- Château d'Aon (maison forte du XIIIe siècle), et l'ancienne église Saint-Blaise, sa chapelle castrale, du XIe ou XIIe siècle, bâtis sur une motte castrale, situés à 200 m du clocher-tour[22]. Cet ensemble est inscrit aux monuments historiques par arrêté du 29 février 1988[32].
- Église Saint-Martin de Hontanx et son clocher-tour du XIIe siècle et hourd en bois qui marquaient l'entrée de la bastide, éléments inscrits aux monuments historiques par arrêté du 27 juin 1962[33] constitutifs de l'église paroissiale Saint-Martin, (cette église en a remplacé une autre du même nom)[22].
- Château de Loubens avec sa tour médiévale et l'église Sainte-Marie-Madeleine de Loubens, à 2 km au sud est du bourg[22].
- Une église Saint-Michel de Toujouse Lablanque, mentionnée dès la fin du XIIIe siècle, a entièrement disparu. Elle s'élevait jadis à 1 km environ de l'église Sainte-Marie-Madeleine de Loubens, dans laquelle on a transporté son mobilier[22].

## Galerie

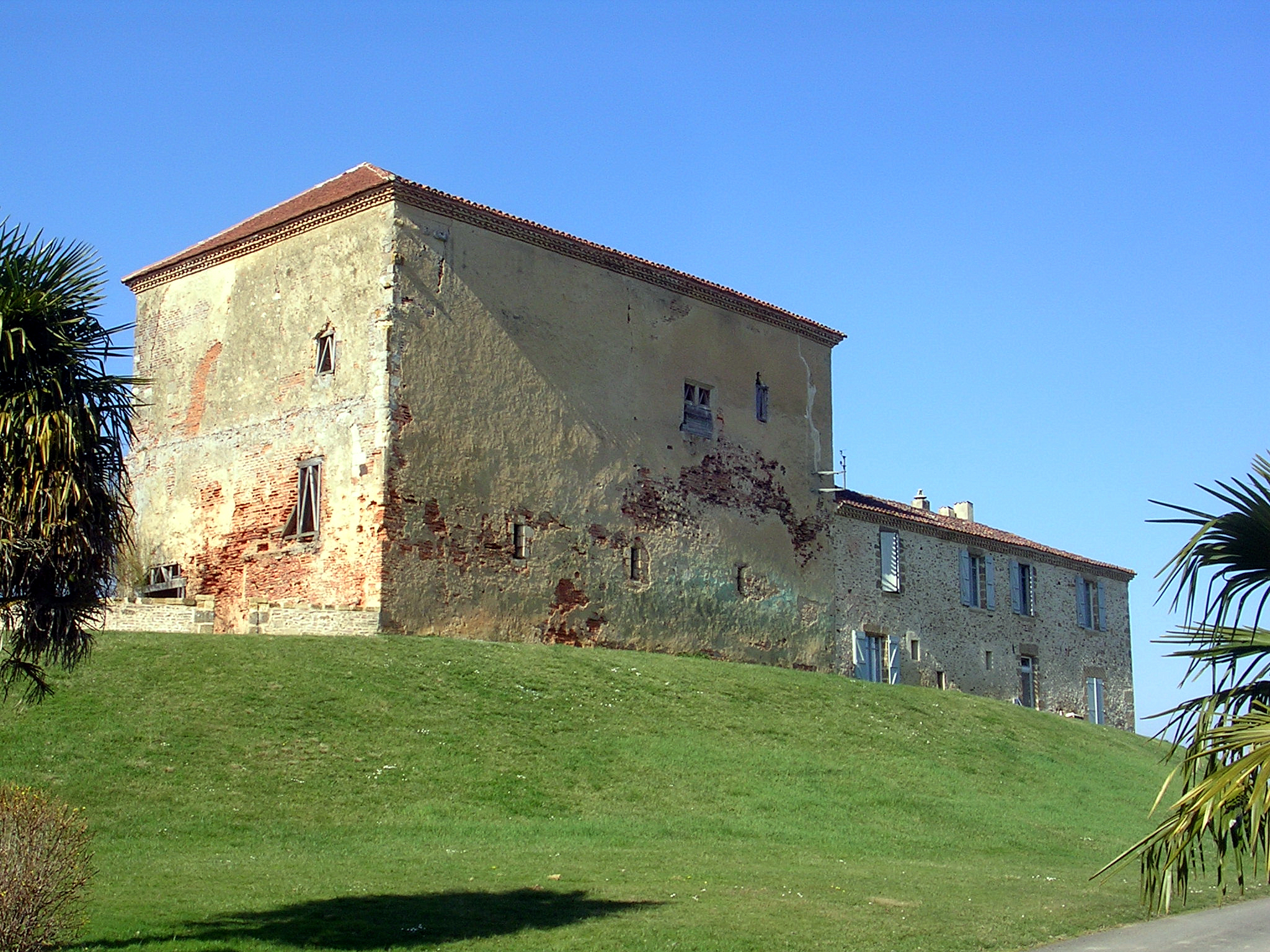
Château d'Aon (ancienne maison forte).
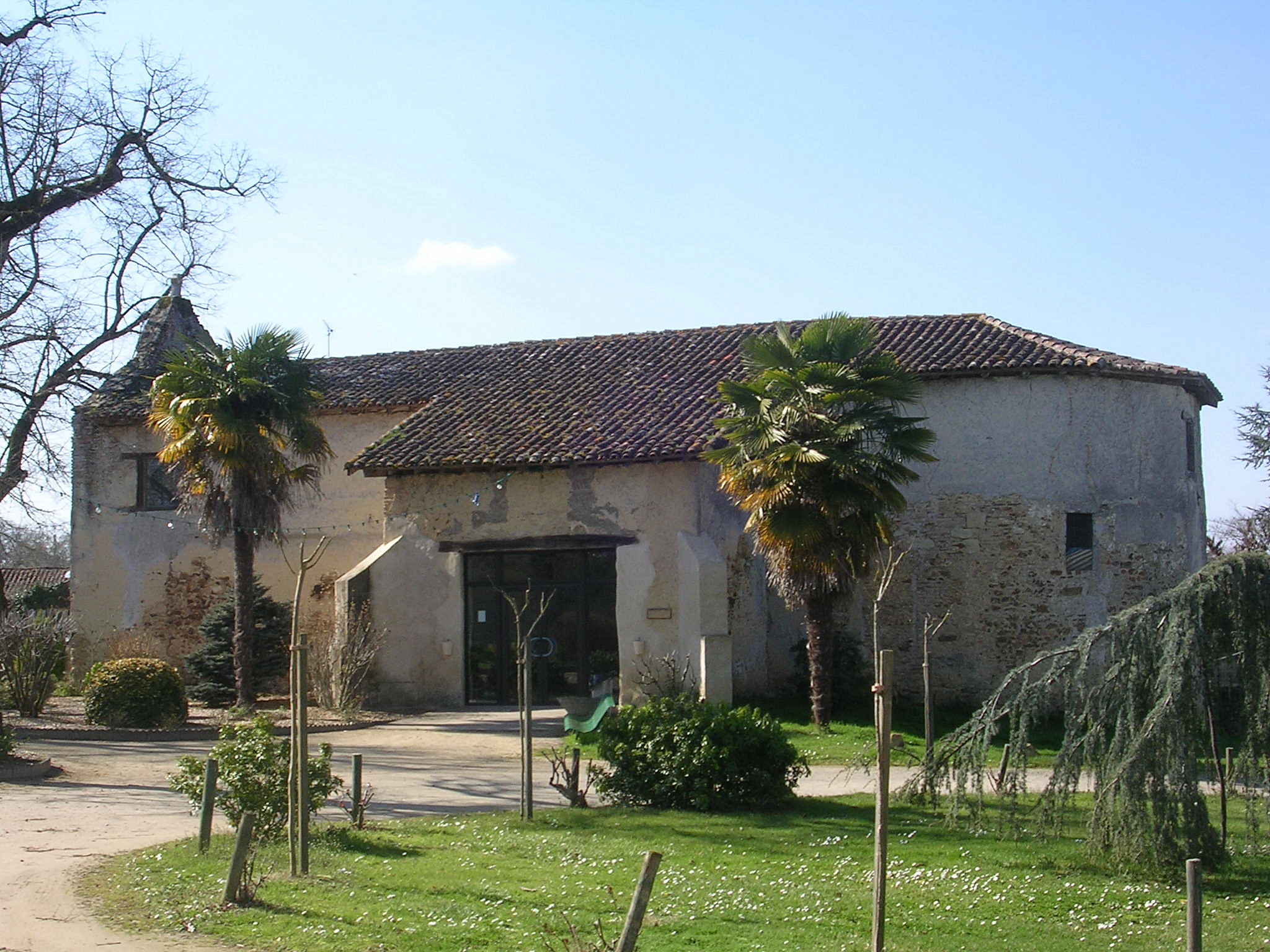
Ancienne église Saint-Blaise.
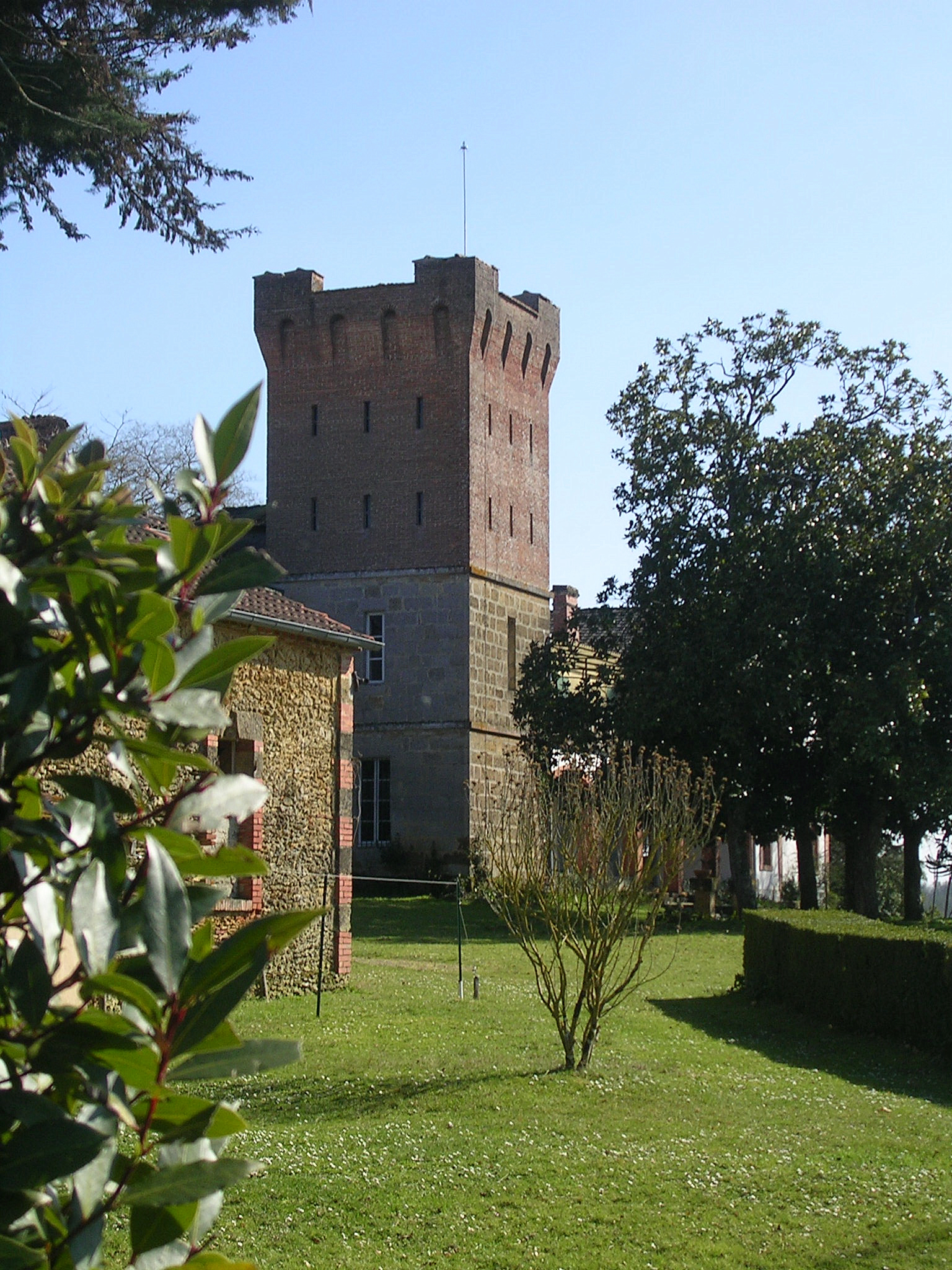
Château de Loubens.
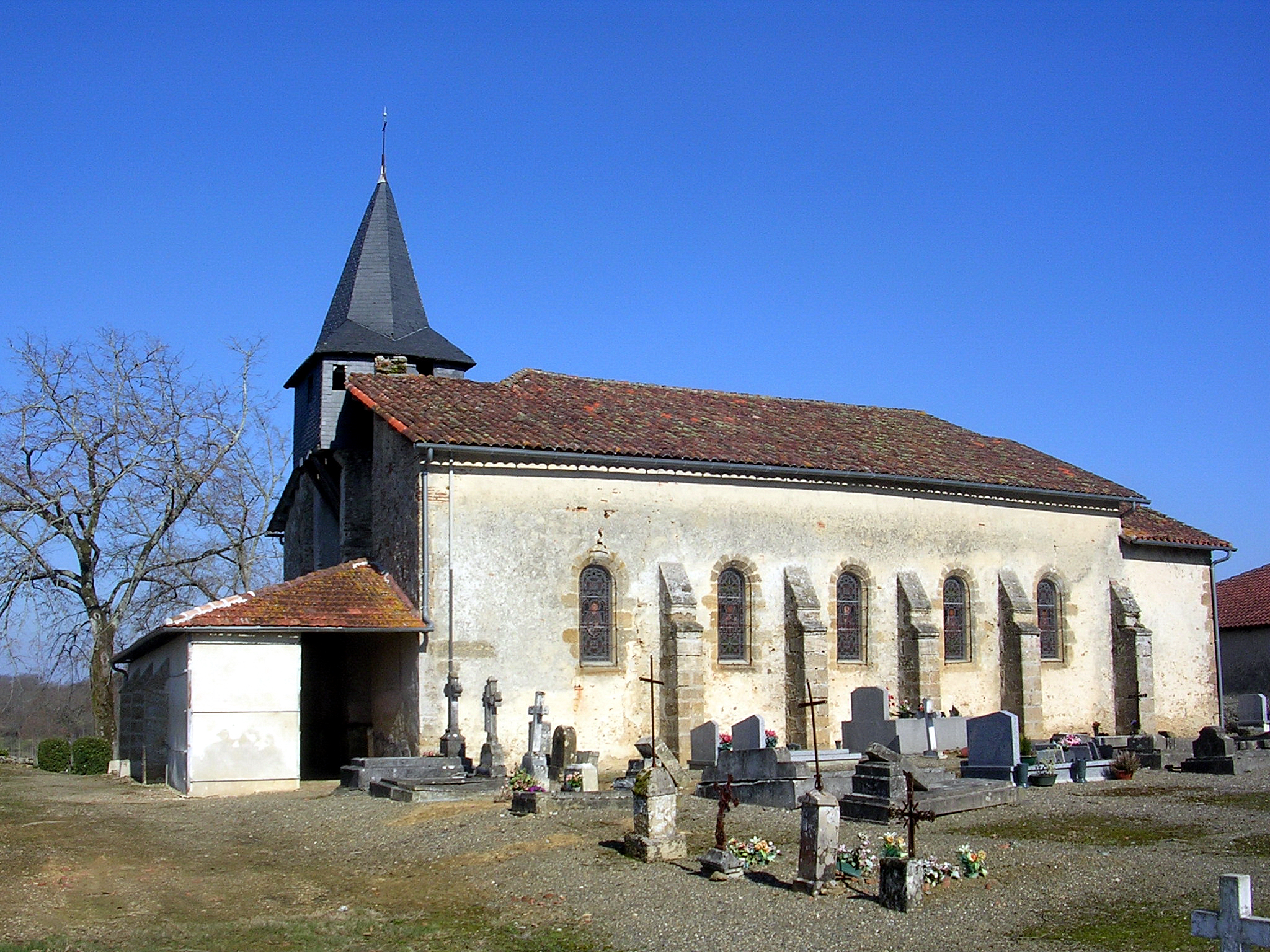
Église Sainte-Marie-Madeleine de Loubens.
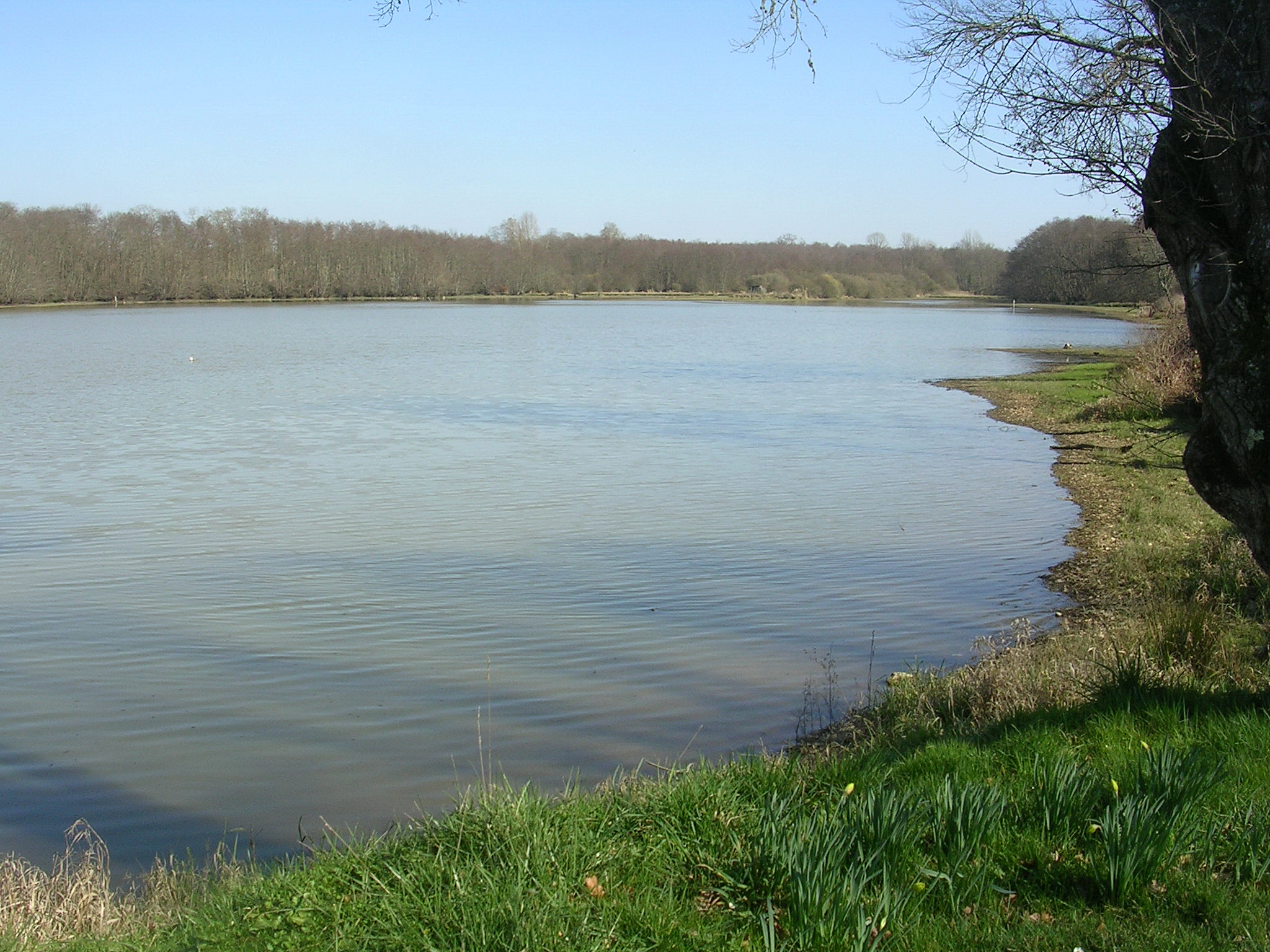
Grand étang de Hontanx.
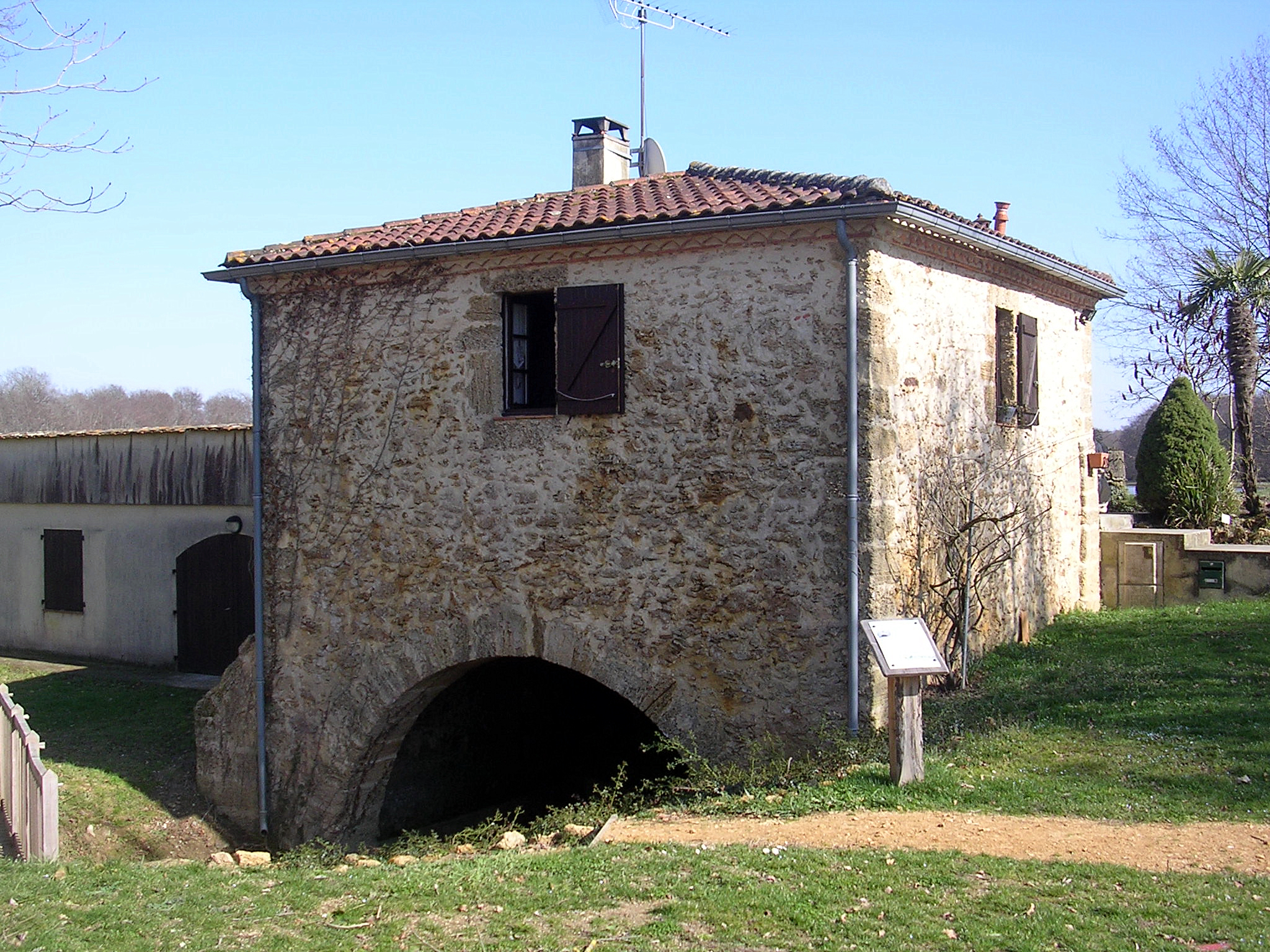
Moulin à eau du grand étang.
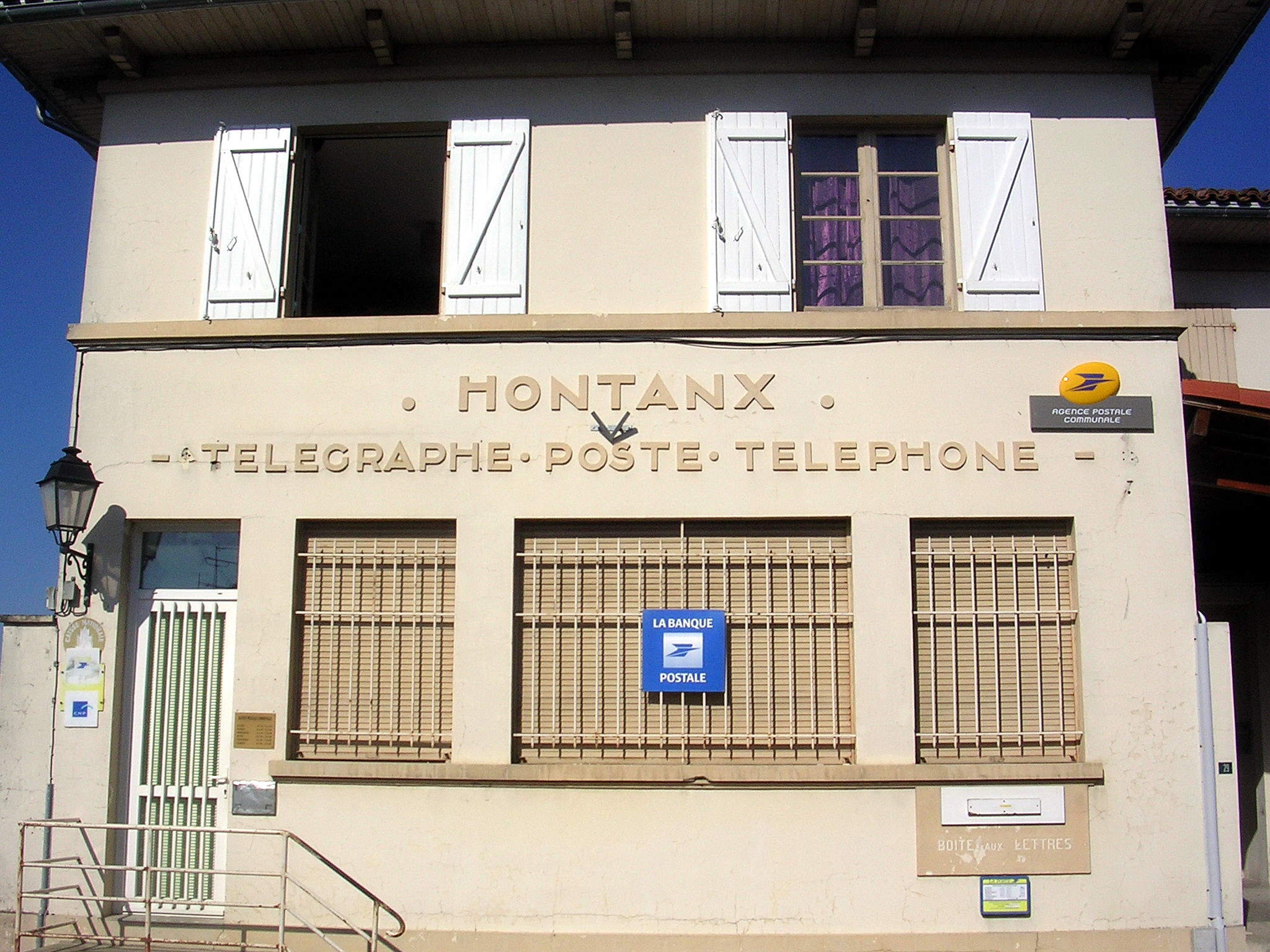
Bureau de poste.
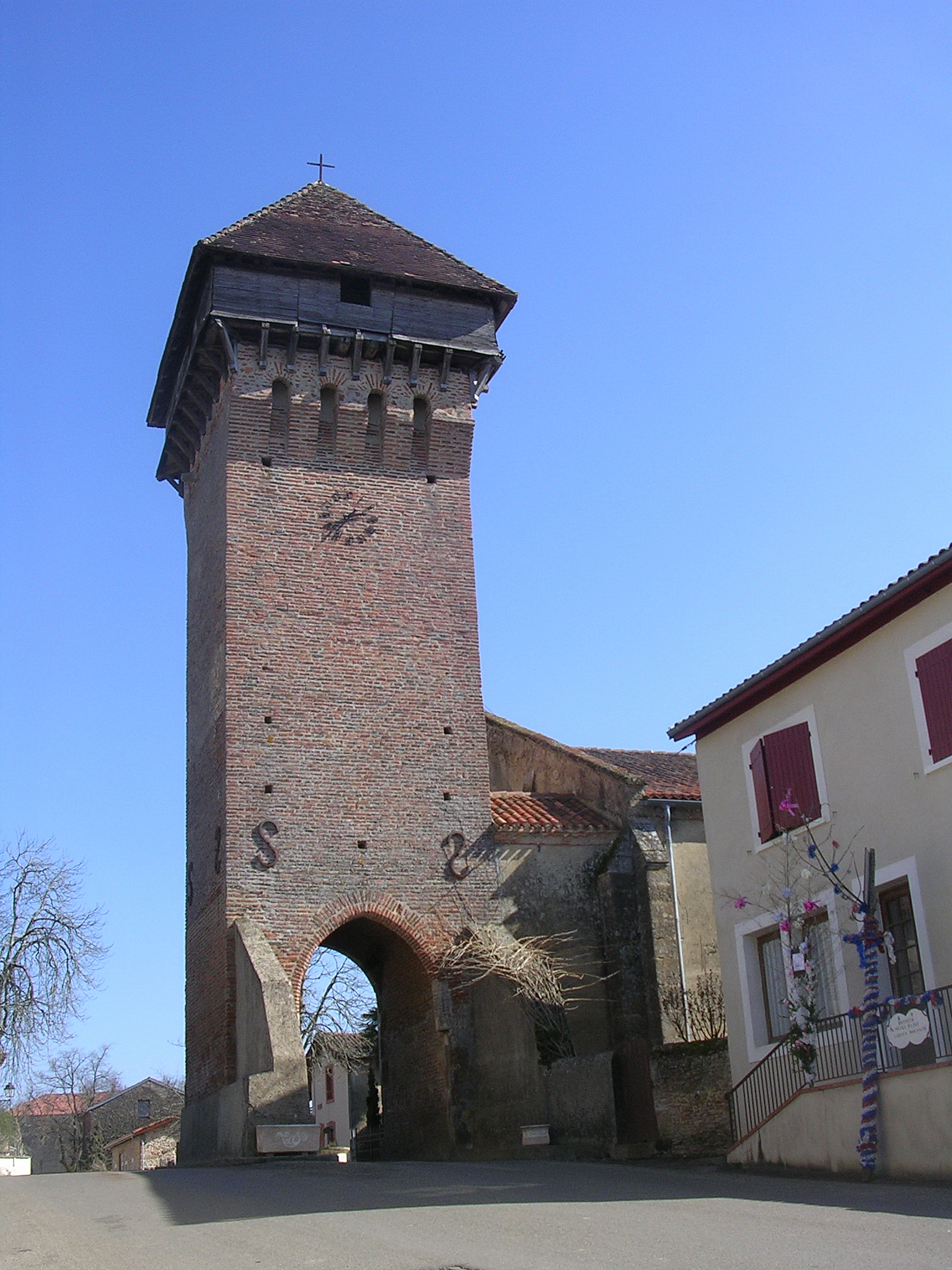
Tour clocher de l'église paroissiale Saint-Martin.

## Personnalités liées à la commune
- Antoine Dubon (1894-1948), homme politique.
- Pierre Vallaud (1948- ), historien.
- Boris Vallaud (1975- ), homme politique.

## Jumelages
- Helfrantzkirch (France)